# Albrecht von Eyb
Albrecht von Eyb (1420–1475) * Castelo de Sommersdorf, perto de Ansbach, atual Burgoberbach, 24 de Agosto de 1420 mm Eichstätt, 24 de Julho de 1475), foi humanista, poeta, jurista e tradutor alemão.  Estudou nas universidades de Pávia (1444-1447), Bolonha (1448-1451) e Pádua e foi amigo e contemporâneo dos maiores humanistas da época tais como: Francesco Filelfo (1398-1481), Jacopo Sadoleto (1477-1547), Lorenzo Valla (14-7-1457), Gasparino Barzizza (1360-1431) dentre outros. A sua obra principal: Spiegel der Sitten (1511), é um tratado sobre ética cristã.

## Biografia

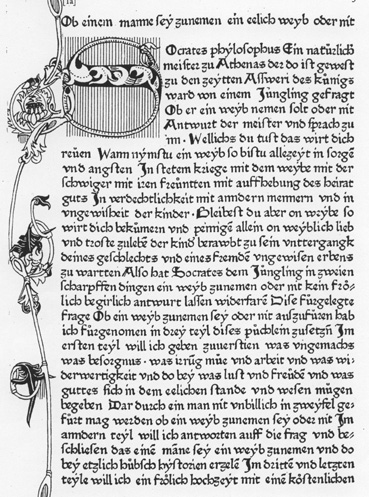
O Livro do Matrimônio, publicado em Nuremberg, no ano 1472.

Estudou Teologia e Direito em Erfurt e em 1444 foi cônego da Catedral de Eichstätt; em 1452 em Bamberg e em 1462 em Würzburg. Em 7 de Fevereiro de 1459 se doutorou em Direito pela Universidade de Pávia. Na Itália foi influenciado pela cultura do Renascimento e do Humanismo. E em 1459 se tornou camerlengo do papa Pio II. Retornou a Eichstätt onde conviveu com um grupo de amigos, dentre eles Johann III. von Eych (1404-1464), Matthias von Kemnat (1430-1476), Hermann Schedel (1410-1485) e Hartmann Schedel (1440-1514)

## Obras
- Margarita poetica (1472). Em 1503, Conradus Leontorius (1465-1511) editou esta obra, uma coletânea de pérolas literárias.
- Ehebuchlein, "Opúsculo sobre o Matrimônio", (1472), onde discute se um sábio deve ou não se prender a uma mulher
- Spiegel der Sitten, "Espelho dos Costumes", (1511)
- Foi tradutor de Plauto e de Giovanni Boccaccio